# Länsväg 334

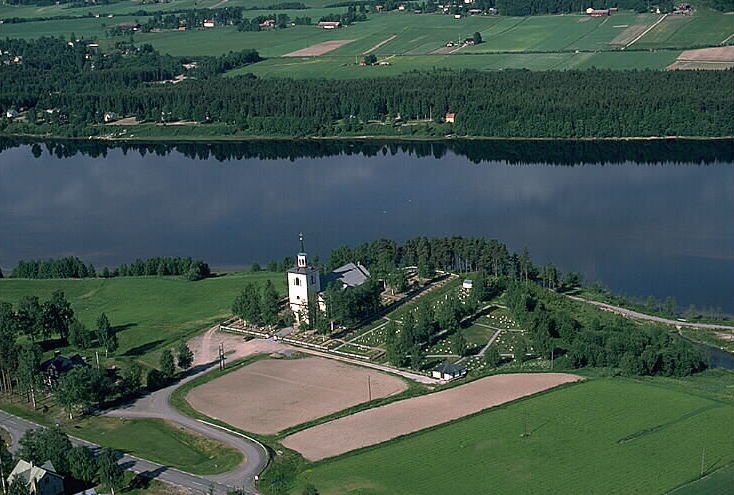
Länsväg 334 framför Styrnäs kyrka och Ångermanälven.

Länsväg 334 går mellan Överlännäs och länsväg 332 vid Lugnvik, via Sandslån. Vägen går helt i Västernorrlands län. Längden är 33 km.

## Trafikplatser och korsningar
|  | Nr | Namn       | Skyltning                  |
|  | -- | ---------- | -------------------------- |
|  |    | Överlännäs | 335 Örnsköldsvik Sollefteå |
|  |    | Sandslån   | 333 Bollstabruk            |
|  |    | Lugnvik    | 332 Lunde Ullånger         |

## Historia
Vägen har haft samma nummer, 334, sedan vägnummer infördes på 1940-talet. Den går också i samma sträckning som då.